# (3054) Strugatskia
(3054) Strugatskia ist ein Asteroid des äußeren Hauptgürtels. Er wurde am 11. September 1977 von dem sowjetischen Astronomen Nikolai Tschernych am Krim-Observatorium in Nautschnyj (IAU-Code 095) entdeckt. Sichtungen des Asteroiden hatte es vorher schon gegeben: am 16. Oktober 1928 unter der vorläufigen Bezeichnung 1928 UC an der Landessternwarte Heidelberg-Königstuhl sowie am 2. Mai 1959 (1959 JQ), 21. Juli 1960 (1960 OE) und 4. April 1961 (1961 VG) am Goethe-Link-Observatorium in Indiana.
Der mittlere Durchmesser des Asteroiden wurde mit 26,921 (±0,205) km berechnet. Die Albedo von 0,056 (±0,009) lässt auf eine dunkle Oberfläche schließen. Nach der SMASS-Klassifikation (Small Main-Belt Asteroid Spectroscopic Survey) wurde bei einer spektroskopischen Untersuchung von Gianluca Masi, Sergio Foglia und Richard P. Binzel bei einer Unterteilung aller untersuchten Asteroiden in C-, S- und V-Typen (3054) Strugatskia den C-Asteroiden zugeordnet.
Der Asteroid gehört zur Themis-Familie, einer Gruppe von Asteroiden, die nach (24) Themis benannt wurde. Die zeitlosen (nichtoskulierenden) Bahnelemente von (3054) Strugatzski sind fast identisch mit denjenigen von fünf kleineren Asteroiden: (74364) 1998 WZ26, (83914) 2001 VA7, (132925) 2002 SO49, (172782) 2004 EZ75 und (193067) 2000 GZ13.
(3054) Strugatskia wurde am 2. Juli 1985 nach den sowjetischen Science-Fiction-Autoren Arkadi und Boris Strugazki benannt.